# Demografía de Liechtenstein

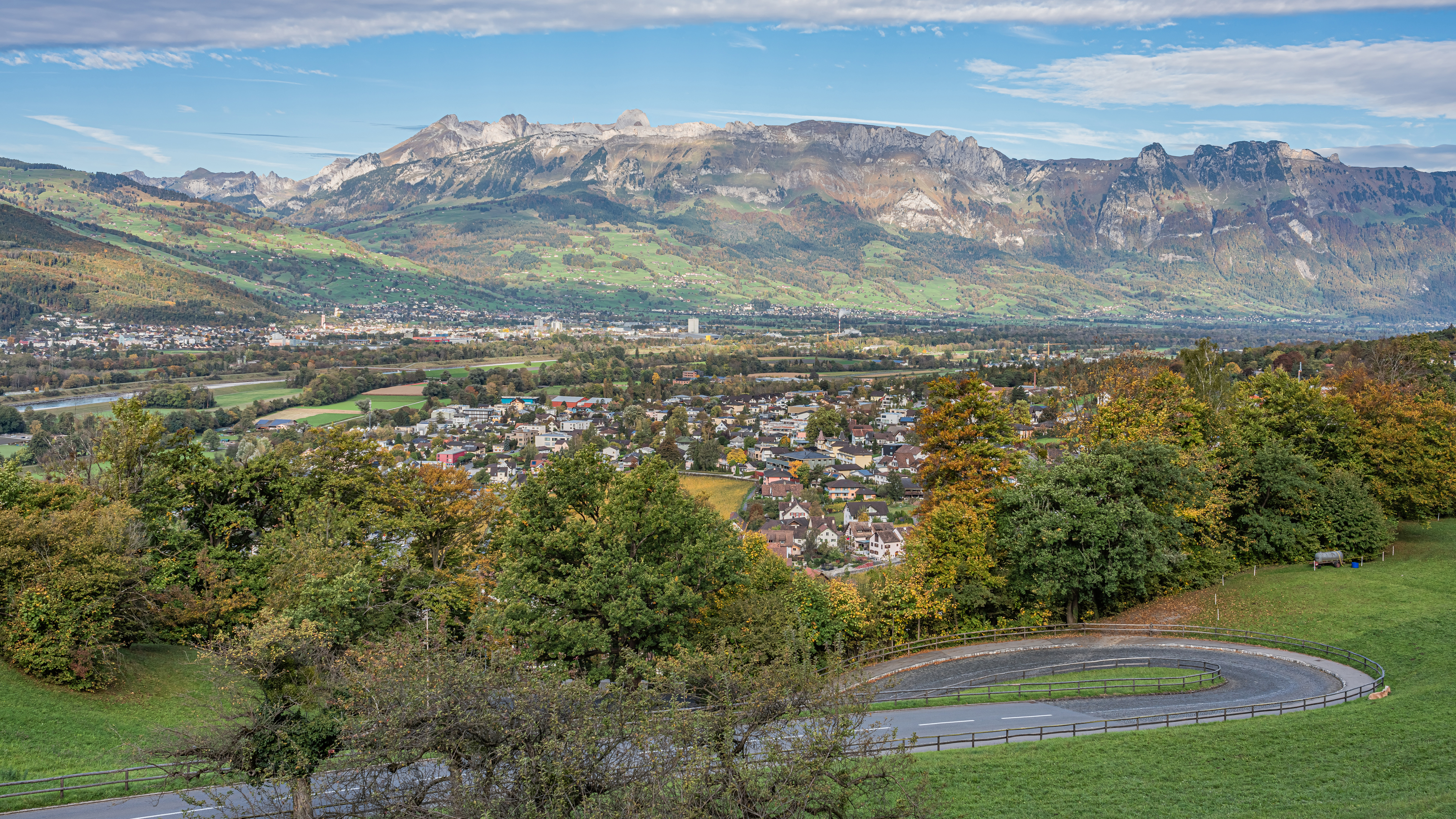
Vaduz, capital del país.

Liechtenstein es el cuarto país más pequeño de Europa, después de la Ciudad del Vaticano, Mónaco y San Marino. Su población residente está compuesta por alrededor de un tercio de extranjeros, sobre todo alemanes, austriacos y suizos.
El idioma oficial es el alemán, aunque la mayoría habla un dialecto alemánico.
En asuntos de religión, hay aproximadamente un 76% de católicos, y un 7% de protestantes.
Aparte del príncipe, la persona más famosa de Liechtenstein es Hanni Wenzel, de origen alemán, quien ganó dos títulos olímpicos en 1980 en esquí alpino.

## Datos
Población: 35.135 habitantes (julio de 2003)
División en edades:

0-14 años: 18.0% (hombres 3128; mujeres 3004)

15-64 años: 71.2% (hombres 12109; mujeres 12112)

65 años o más: 10.8% (hombres 1488; mujeres 2181) (julio de 2003)
Tasa de crecimiento de la población: 1.01% (2003)
Tasa de nacimientos: 11,66 nacimientos/1000 habitantes (2002)
Tasa de fallecimientos: 6.76 fallecimientos/1000 habitantes (2002)
Tasa de migración neta: 4.93 migrantes/1000 habitantes
Proporción de sexos:

al nacer: 1.26 hombres/mujer

por debajo de 15 años: 1.04 hombres/mujer

15-64 años: 1.00 hombre/mujer

65 años o más: 0.68 hombres/mujer

total de la población: 0.97 hombres/mujer (julio de 2003)
Tasa de mortalidad infantil: 4.92 muertes/1000 nacimientos con vida
Esperanza de vida al nacer:

total de la población: 79,1 años

hombres: 75,47 años

mujeres: 82,47 años
Tasa de fertilidad: 1.5 niños nacidos/mujer
Grupos étnicos: Alemánicos 85.9%, Italianos, turcos y otros 14.1%
Religión: Católicos 75.7%, Protestantes 6.9%, Islam 4.2%, otros 1.3%, no religioso 1.0%, desconocido 10.9% (julio de 2003)
Idiomas: Alemán (oficial), dialecto Alemánico
Alfabetización:

total de la población: 100%

hombres: 100%

mujeres: 100%